# Temporada 2020-21 de la NBA
La temporada 2020-21 de la NBA fue la septuagésimo quinta temporada de la historia de la competición norteamericana de baloncesto. El Draft de la NBA se celebró el miércoles 18 de noviembre de 2020, en el Barclays Center en Brooklyn, donde Minnesota Timberwolves eligió en la primera posición a Anthony Edwards. La temporada comenzó el 22 de diciembre de 2020 y el número de encuentros por equipo se reduce, y pasa de 82 a 72.

## Novedades

### Fecha de inicio
Dado que el final de la temporada anterior se retrasó debido la pandemia COVID-19, la NBA aprobó una fecha excepcional de inicio para el 22 de diciembre de 2020, cuando lo habitual era comenzar en el mes de octubre. Motivo por el cual también se retrasó el Draft al 18 de noviembre y la agencia libre se recortó a tan solo un mes, comenzando el 20 de noviembre (empezando a firmar el día 22) y los 'Training Camps' arrancarían el 1 de diciembre.

### Encuentros
Debido a que la temporada comienza más tarde, la NBA aprobó reducir el número de encuentros por equipo, pasando de los 82 actuales (mantenidos desde la temporada 1967-68) a 72 partidos. Este número será excepcional para esta temporada, como ya ocurriera en la 1998-99 donde únicamente se disputaron 50 encuentros por el cierre patronal.

### Play-In
La modalidad 'Play-In', que ya se incluyó como método de clasificación la temporada pasada, será también parte de los cambios introducidos.
En esta ocasión se han introducido cambios con respecto a la edición anterior. El objetivo de este eliminatoria es determinar los puestos séptimo y octavo de los Playoffs de la NBA. Participarán en ella, los equipos clasificados al término de la temporada regular, en las posiciones 7, 8, 9 y 10 de cada conferencia. 
Los equipos clasificados en séptima y octava posición, se enfrentarán entre sí a un partido, y el ganador ocupará el puesto número 7 para los playoffs. 
Por otro lado, los equipos clasificados en novena y décima posición, se enfrentarán entre sí a un partido, donde el perdedor queda eliminado, y el ganador jugará otro encuentro ante el perdedor del primer Play-In (7º vs 8º). Por lo que el vencedor de este partido, ocupará el puesto número 8 para los playoffs.
Los partidos de Play-In comenzarán el 18 de mayo de 2021, y terminarán antes del inicio de los Play-Offs el 22 de mayo.
|  | 18-19 de mayo | 18-19 de mayo   | 18-19 de mayo     |  |   | 20-21 de mayo     | 20-21 de mayo | 20-21 de mayo |   |                | Clasificados | Clasificados     | Clasificados |
|  |               |                 |                   |  |   |                   |               |               |   |                |              |                  |              |
|  | 7             | 7º clasificado  |                   |  |   |                   |               |               |   |                |              |                  |              |
|  | 8             | 8º clasificado  |                   |  |   |                   |               |               |   |                | 7            | Ganador 7º vs 8º | 7ºPO         |
|  |               |                 |                   |  | P | Perdedor 7º vs 8º |               |               | 8 | Ganador P vs G | 8ºPO         |                  |              |
|  |               | G               | Ganador 9º vs 10º |  |   |                   |               |               |   |                |              |                  |              |
|  | 9             | 9º clasificado  |                   |  |   |                   |               |               |   |                |              |                  |              |
|  | 10            | 10º clasificado |                   |  |   |                   |               |               |   |                |              |                  |              |

Por otro lado, las faltas técnicas que se realicen en el torneo Play-In no se acumularán a las que ya se lleven de temporada regular, ni contarán tampoco de cara a playoffs.

### Estadios y público
A pesar de que el final de la temporada anterior se disputó en un único pabellón, en Orlando, esta temporada los equipos disputaran los encuentros en sus estadios correspondientes, pero la limitación del aforo, o las regulaciones de asistencia, dependerán de las normativas de cada Estado, impuestas de manera excepcional por la pandemia de COVID-19.

### All-Star
El All-Star Weekend de la NBA se programó para ser celebrado el 15 de febrero de 2021 en el Bankers Life Fieldhouse de Indianapolis, Indiana. Pero finalmente decidieron aplazarlo, por lo que en 2021 no habrá All-Star y la ciudad de Indianapolis albergará la edición de 2024.
De forma inesperada y con menos de un mes de antelación, la liga decidió celebrar el evento, por lo que el All-Star se jugará el 7 de marzo en el State Farm Arena de Atlanta. Por primera vez en su historia el evento se condensará en un único día a consecuencia de las medidas restrictivas propias de la pandemia por COVID-19.

### Descanso de jugadores
Los equipos no tendrán permitido dar descanso a sus jugadores durante los partidos importantes que sean televisados a nivel nacional en Estados Unidos. Al menos, que estén lesionados y de lo contrario, serán penalizados.

### Plantilla
Debido a los posibles casos por Coronavirus, la NBA decide aumentar el número de jugadores activos en las listas de cada equipo, pasando de los 13 actuales a 15. Por lo tanto, el número total de jugadores en plantilla será de 17, contando los dos contratos de doble vía que cada franquicia tiene permitido.

## Transacciones

### Agencia libre
Las negociaciones de la agencia libre se retrasaron y finalmente se iniciarán el 20 de noviembre de 2020, y los acuerdos oficiales podrán ser firmados a partir del 22 de noviembre.

### Retiradas
- El 8 de septiembre de 2020, Marvin Williams anunció su retirada de la NBA. Williams jugó para cuatro equipos a lo largo de sus 15 años en la NBA.[8]
- El 14 de septiembre de 2020, Leandro Barbosa anunció su retirada de la NBA. Barbosa jugó 14 temporadas en la NBA, ganando un campeonato con Golden State Warriors en 2015.[9][10]
- El 24 de octubre de 2020, Kévin Séraphin anunció su retirada del baloncesto profesional. Séraphin jugó para tres equipos a lo largo de sus 7 años en la NBA.[11]
- El 16 de noviembre de 2020, Corey Brewer anunció su retirada de la NBA. Brewer jugó para ocho equipos a lo largo de sus 12 años en la NBA, ganando un campeonato con Dallas Mavericks en 2011.[12]
- El 18 de noviembre de 2020, Dorell Wright anunció su retirada de la NBA. Wright jugó para cuatro equipos a lo largo de sus 11 años en la NBA, ganando un campeonato con Miami Heat en 2006.[13]
- El 25 de noviembre de 2020, Aaron Brooks anunció su retirada del baloncesto profesional. Brooks jugó para siete equipos a lo largo de sus 10 años en la NBA.[14]
- El 30 de noviembre de 2020, Evan Turner anunció su retirada del baloncesto profesional. Turner jugó para seis equipos a lo largo de sus 10 años en la NBA.[15]
- El 1 de diciembre de 2020, Andrew Bogut anunció su retirada de la NBA. Bogut jugó 14 temporadas en la NBA, ganando un campeonato con Golden State Warriors en 2015.[16]

### Cambios de entrenadores
| Equipo                 | Temporada 2019-20        | Temporada 2020-21        |
| Fuera de la temporada  | Fuera de la temporada    | Fuera de la temporada    |
| ---------------------- | ------------------------ | ------------------------ |
| Brooklyn Nets          | Jacque Vaughn (interino) | Steve Nash               |
| Chicago Bulls          | Jim Boylen               | Billy Donovan            |
| Houston Rockets        | Mike D'Antoni            | Stephen Silas            |
| Indiana Pacers         | Nate McMillan            | Nate Bjorkgren           |
| Los Angeles Clippers   | Doc Rivers               | Tyronn Lue               |
| New Orleans Pelicans   | Alvin Gentry             | Stan Van Gundy           |
| New York Knicks        | Mike Miller (interino)   | Tom Thibodeau            |
| Oklahoma City Thunder  | Billy Donovan            | Mark Daigneault          |
| Philadelphia 76ers     | Brett Brown              | Doc Rivers               |
| Durante la temporada   |                          |                          |
| Minnesota Timberwolves | Ryan Saunders            | Chris Finch              |
| Atlanta Hawks          | Lloyd Pierce             | Nate McMillan (interino) |

#### Tras el final de la temporada
- El 30 de julio de 2020, los New York Knicks contratan a Tom Thibodeau como nuevo técnico.[17]
- El 14 de agosto de 2020, los Chicago Bulls despiden a Jim Boylen después de dos temporadas.[18]
- El 15 de agosto de 2020, los New Orleans Pelicans despiden a Alvin Gentry después de cinco temporadas.[19]
- El 24 de agosto de 2020, los Philadelphia 76ers despiden a Brett Brown después de siete temporadas.[20]
- El 26 de agosto de 2020, los Indiana Pacers despiden a Nate McMillan después de cuatro temporadas.[21]
- El 3 de septiembre de 2020, los Brooklyn Nets contratan a Steve Nash como nuevo entrenador.[22]
- El 8 de septiembre de 2020, los Oklahoma City Thunder y el entrenador Billy Donovan acordaron una rescisión de contrato después de cinco temporadas.[23]
- El 13 de septiembre de 2020, Mike D'Antoni notificó que no volvería a entrenar a los Houston Rockets después de cuatro temporadas.[24]
- El 22 de septiembre de 2020, los Chicago Bulls contratan a Billy Donovan como nuevo entrenador.[25]
- El 28 de septiembre de 2020, Los Angeles Clippers y el entrenador Doc Rivers acordaron una rescisión de contrato después de siete temporadas.[26]
- El 3 de octubre de 2020, los Philadelphia 76ers contratan a Doc Rivers como nuevo entrenador.[27]
- El 20 de octubre de 2020, los Indiana Pacers contratan a Nate Bjorkgren como nuevo entrenador.[28]
- El 20 de octubre de 2020, Los Angeles Clippers contratan a Tyronn Lue como nuevo entrenador.[29]
- El 22 de octubre de 2020, los New Orleans Pelicans contratan a Stan Van Gundy como nuevo entrenador.[30]
- El 30 de octubre de 2020, los Houston Rockets contratan a Stephen Silas como nuevo entrenador.[31]
- El 11 de noviembre de 2020, los Oklahoma City Thunder contratan a Mark Daigneault como nuevo entrenador.[32]

#### Durante la temporada
- El 21 de febrero de 2021, los Minnesota Timberwolves despidieron a Ryan Saunders, tras tres temporadas con el equipo[33] y en su lugar contratan a Chris Finch.
- El 1 de marzo de 2021, los Atlanta Hawks despiden a Lloyd Pierce tras dos temporadas[34] y nombran a Nate McMillan entrenador interino.[35]

## Clasificaciones
Última actualización: 16 de mayo de 2021, al término de la temporada regular.
Entre paréntesis, puesto que ocupan en la clasificación de la Conferencia.

### Conferencia Este
| División Atlántico     | División Atlántico | División Atlántico | División Atlántico | División Atlántico | División Atlántico | División Atlántico |
| ---------------------- | ------------------ | ------------------ | ------------------ | ------------------ | ------------------ | ------------------ |
| Equipos                | G                  | P                  | PCT                | PV                 | PP                 | PPR                |
| Philadelphia 76ers (1) | 49                 | 23                 | .681               | —                  | 113.6              | 108.1              |
| Brooklyn Nets (2)      | 48                 | 24                 | .667               | 1.0                | 118.6              | 114.1              |
| New York Knicks (4)    | 41                 | 31                 | .569               | 8.0                | 107.0              | 104.7              |
| Boston Celtics (7)     | 36                 | 36                 | .500               | 13.0               | 112.6              | 111.2              |
| Toronto Raptors (12)   | 27                 | 45                 | .375               | 22.0               | 111.3              | 111.7              |

| División Central         | División Central | División Central | División Central | División Central | División Central | División Central |
| ------------------------ | ---------------- | ---------------- | ---------------- | ---------------- | ---------------- | ---------------- |
| Equipos                  | G                | P                | PCT              | PV               | PP               | PPR              |
| Milwaukee Bucks (3)      | 46               | 26               | .639             | —                | 120.1            | 114.2            |
| Indiana Pacers (9)       | 34               | 38               | .472             | 12.0             | 115.3            | 115.3            |
| Chicago Bulls (11)       | 31               | 41               | .431             | 15.0             | 110.7            | 111.6            |
| Cleveland Cavaliers (13) | 22               | 50               | .306             | 24.0             | 103.8            | 112.3            |
| Detroit Pistons (15)     | 20               | 52               | .278             | 26.0             | 106.6            | 111.1            |

| División Sureste       | División Sureste | División Sureste | División Sureste | División Sureste | División Sureste | División Sureste |
| ---------------------- | ---------------- | ---------------- | ---------------- | ---------------- | ---------------- | ---------------- |
| Equipos                | G                | P                | PCT              | PV               | PP               | PPR              |
| Atlanta Hawks (5)      | 41               | 31               | .569             | —                | 113.7            | 111.4            |
| Miami Heat (6)         | 40               | 32               | .556             | 1.0              | 108.1            | 108.0            |
| Washington Wizards (8) | 34               | 38               | .472             | 7.0              | 116.6            | 118.5            |
| Charlotte Hornets (10) | 33               | 39               | .458             | 8.0              | 109.5            | 111.4            |
| Orlando Magic (14)     | 21               | 51               | .292             | 20.0             | 104.0            | 113.3            |

### Conferencia Oeste
| División Noroeste           | División Noroeste | División Noroeste | División Noroeste | División Noroeste | División Noroeste | División Noroeste |
| --------------------------- | ----------------- | ----------------- | ----------------- | ----------------- | ----------------- | ----------------- |
| Equipos                     | G                 | P                 | PCT               | PV                | PP                | PPR               |
| Utah Jazz (1)               | 52                | 20                | .722              | —                 | 116.4             | 107.2             |
| Denver Nuggets (3)          | 47                | 25                | .653              | 5.0               | 115.1             | 110.1             |
| Portland Trail Blazers (6)  | 42                | 30                | .583              | 10.0              | 116.1             | 114.3             |
| Minnesota Timberwolves (13) | 23                | 49                | .319              | 29.0              | 112.1             | 117.7             |
| Oklahoma City Thunder (14)  | 22                | 50                | .306              | 30.0              | 105.0             | 115.6             |

| División Pacífico         | División Pacífico | División Pacífico | División Pacífico | División Pacífico | División Pacífico | División Pacífico |
| ------------------------- | ----------------- | ----------------- | ----------------- | ----------------- | ----------------- | ----------------- |
| Equipos                   | G                 | P                 | PCT               | PV                | PP                | PPR               |
| Phoenix Suns (2)          | 51                | 21                | .708              | —                 | 115.3             | 109.5             |
| Los Angeles Clippers (4)  | 47                | 25                | .653              | 4.0               | 114.0             | 107.8             |
| Los Angeles Lakers (7)    | 42                | 30                | .583              | 9.0               | 109.5             | 106.8             |
| Golden State Warriors (8) | 39                | 33                | .542              | 12.0              | 113.7             | 112.7             |
| Sacramento Kings (12)     | 31                | 41                | .431              | 20.0              | 113.7             | 117.4             |

| División Suroeste         | División Suroeste | División Suroeste | División Suroeste | División Suroeste | División Suroeste | División Suroeste |
| ------------------------- | ----------------- | ----------------- | ----------------- | ----------------- | ----------------- | ----------------- |
| Equipos                   | G                 | P                 | PCT               | PV                | PP                | PPR               |
| Dallas Mavericks (5)      | 42                | 30                | .583              | —                 | 112.4             | 110.2             |
| Memphis Grizzlies (9)     | 38                | 34                | .528              | 4.0               | 113.3             | 112.3             |
| San Antonio Spurs (10)    | 33                | 39                | .458              | 9.0               | 111.1             | 112.8             |
| New Orleans Pelicans (11) | 31                | 41                | .431              | 11.0              | 114.6             | 114.9             |
| Houston Rockets (15)      | 17                | 55                | .236              | 25.0              | 108.8             | 116.7             |

### Eliminatoria 'Play-In'
| Play-In Conferencia Este |
| ------------------------ |

|  | 18 de mayo | 18 de mayo         | 18 de mayo     |     |   | 20 de mayo         | 20 de mayo | 20 de mayo |   |                    | Clasificados | Clasificados   | Clasificados |
|  |            |                    |                |     |   |                    |            |            |   |                    |              |                |              |
|  | 7          | Boston Celtics     | 118            |     |   |                    |            |            |   |                    |              |                |              |
|  | 8          | Washington Wizards | 100            |     |   |                    |            |            |   |                    | 7            | Boston Celtics | 7.ºPO        |
|  |            |                    |                |     | 8 | Washington Wizards | 142        |            | 8 | Washington Wizards | 8.ºPO        |                |              |
|  |            | 9                  | Indiana Pacers | 115 |   |                    |            |            |   |                    |              |                |              |
|  | 9          | Indiana Pacers     | 144            |     |   |                    |            |            |   |                    |              |                |              |
|  | 10         | Charlotte Hornets  | 117            |     |   |                    |            |            |   |                    |              |                |              |

| Play-In Conferencia Oeste |
| ------------------------- |

|  | 19 de mayo | 19 de mayo            | 19 de mayo        |     |   | 21 de mayo            | 21 de mayo | 21 de mayo |   |                   | Clasificados | Clasificados       | Clasificados |
|  |            |                       |                   |     |   |                       |            |            |   |                   |              |                    |              |
|  | 7          | Los Angeles Lakers    | 103               |     |   |                       |            |            |   |                   |              |                    |              |
|  | 8          | Golden State Warriors | 100               |     |   |                       |            |            |   |                   | 7            | Los Angeles Lakers | 7.ºPO        |
|  |            |                       |                   |     | 8 | Golden State Warriors | 112        |            | 9 | Memphis Grizzlies | 8.ºPO        |                    |              |
|  |            | 9                     | Memphis Grizzlies | 117 |   |                       |            |            |   |                   |              |                    |              |
|  | 9          | Memphis Grizzlies     | 100               |     |   |                       |            |            |   |                   |              |                    |              |
|  | 10         | San Antonio Spurs     | 96                |     |   |                       |            |            |   |                   |              |                    |              |

## Playoffs
Los Playoffs de la NBA de 2021 dieron comienzo el sábado 22 de mayo de 2021 y terminaron con las Finales de la NBA de 2021 el 20 de julio.
|  | Primera ronda     | Primera ronda          | Primera ronda   |   |                 | Semifinales de Conferencia | Semifinales de Conferencia | Semifinales de Conferencia |  |    | Finales de Conferencia | Finales de Conferencia | Finales de Conferencia |  |    | Finales de la NBA | Finales de la NBA | Finales de la NBA |
|  |                   |                        |                 |   |                 |                            |                            |                            |  |    |                        |                        |                        |  |    |                   |                   |                   |
|  | E1                | Philadelphia 76ers     | 4               |   |                 |                            |                            |                            |  |    |                        |                        |                        |  |    |                   |                   |                   |
|  | E8                | Washington Wizards     | 1               |   |                 |                            |                            |                            |  |    |                        |                        |                        |  |    |                   |                   |                   |
|  | E8                | Washington Wizards     | 1               |   | E1              | Philadelphia 76ers         | 3                          |                            |  |    |                        |                        |                        |  |    |                   |                   |                   |
|  |                   |                        |                 |   | E1              | Philadelphia 76ers         | 3                          |                            |  |    |                        |                        |                        |  |    |                   |                   |                   |
|  |                   | E5                     | Atlanta Hawks   | 4 |                 |                            |                            |                            |  |    |                        |                        |                        |  |    |                   |                   |                   |
|  | E4                | E5                     | Atlanta Hawks   | 4 | New York Knicks | 1                          |                            |                            |  |    |                        |                        |                        |  |    |                   |                   |                   |
|  | E4                |                        |                 |   | New York Knicks | 1                          |                            |                            |  |    |                        |                        |                        |  |    |                   |                   |                   |
|  | E5                | Atlanta Hawks          | 4               |   |                 |                            |                            |                            |  |    |                        |                        |                        |  |    |                   |                   |                   |
|  | E5                | Atlanta Hawks          | 4               |   |                 |                            |                            |                            |  | E5 | Atlanta Hawks          | 2                      |                        |  |    |                   |                   |                   |
|  | Conferencia Este  |                        |                 |   |                 |                            |                            |                            |  | E5 | Atlanta Hawks          | 2                      |                        |  |    |                   |                   |                   |
|  |                   | E3                     | Milwaukee Bucks | 4 |                 |                            |                            |                            |  |    |                        |                        |                        |  |    |                   |                   |                   |
|  | E3                | E3                     | Milwaukee Bucks | 4 | Milwaukee Bucks | 4                          |                            |                            |  |    |                        |                        |                        |  |    |                   |                   |                   |
|  | E3                |                        |                 |   | Milwaukee Bucks | 4                          |                            |                            |  |    |                        |                        |                        |  |    |                   |                   |                   |
|  | E6                | Miami Heat             | 0               |   |                 |                            |                            |                            |  |    |                        |                        |                        |  |    |                   |                   |                   |
|  | E6                | Miami Heat             | 0               |   | E3              | Milwaukee Bucks            | 4                          |                            |  |    |                        |                        |                        |  |    |                   |                   |                   |
|  |                   |                        |                 |   | E3              | Milwaukee Bucks            | 4                          |                            |  |    |                        |                        |                        |  |    |                   |                   |                   |
|  |                   | E2                     | Brooklyn Nets   | 3 |                 |                            |                            |                            |  |    |                        |                        |                        |  |    |                   |                   |                   |
|  | E2                | E2                     | Brooklyn Nets   | 3 | Brooklyn Nets   | 4                          |                            |                            |  |    |                        |                        |                        |  |    |                   |                   |                   |
|  | E2                |                        |                 |   | Brooklyn Nets   | 4                          |                            |                            |  |    |                        |                        |                        |  |    |                   |                   |                   |
|  | E7                | Boston Celtics         | 1               |   |                 |                            |                            |                            |  |    |                        |                        |                        |  |    |                   |                   |                   |
|  | E7                | Boston Celtics         | 1               |   |                 |                            |                            |                            |  |    |                        |                        |                        |  | E3 | Milwaukee Bucks   | 4                 |                   |
|  |                   |                        |                 |   |                 |                            |                            |                            |  |    |                        |                        |                        |  | E3 | Milwaukee Bucks   | 4                 |                   |
|  |                   | O2                     | Phoenix Suns    | 2 |                 |                            |                            |                            |  |    |                        |                        |                        |  |    |                   |                   |                   |
|  | O1                | O2                     | Phoenix Suns    | 2 | Utah Jazz       | 4                          |                            |                            |  |    |                        |                        |                        |  |    |                   |                   |                   |
|  | O1                |                        |                 |   | Utah Jazz       | 4                          |                            |                            |  |    |                        |                        |                        |  |    |                   |                   |                   |
|  | O8                | Memphis Grizzlies      | 1               |   |                 |                            |                            |                            |  |    |                        |                        |                        |  |    |                   |                   |                   |
|  | O8                | Memphis Grizzlies      | 1               |   | O1              | Utah Jazz                  | 2                          |                            |  |    |                        |                        |                        |  |    |                   |                   |                   |
|  |                   |                        |                 |   | O1              | Utah Jazz                  | 2                          |                            |  |    |                        |                        |                        |  |    |                   |                   |                   |
|  |                   | O4                     | L.A. Clippers   | 4 |                 |                            |                            |                            |  |    |                        |                        |                        |  |    |                   |                   |                   |
|  | O4                | O4                     | L.A. Clippers   | 4 | L.A. Clippers   | 4                          |                            |                            |  |    |                        |                        |                        |  |    |                   |                   |                   |
|  | O4                |                        |                 |   | L.A. Clippers   | 4                          |                            |                            |  |    |                        |                        |                        |  |    |                   |                   |                   |
|  | O5                | Dallas Mavericks       | 3               |   |                 |                            |                            |                            |  |    |                        |                        |                        |  |    |                   |                   |                   |
|  | O5                | Dallas Mavericks       | 3               |   |                 |                            |                            |                            |  | O4 | L.A. Clippers          | 2                      |                        |  |    |                   |                   |                   |
|  | Conferencia Oeste |                        |                 |   |                 |                            |                            |                            |  | O4 | L.A. Clippers          | 2                      |                        |  |    |                   |                   |                   |
|  |                   | O2                     | Phoenix Suns    | 4 |                 |                            |                            |                            |  |    |                        |                        |                        |  |    |                   |                   |                   |
|  | O3                | O2                     | Phoenix Suns    | 4 | Denver Nuggets  | 4                          |                            |                            |  |    |                        |                        |                        |  |    |                   |                   |                   |
|  | O3                |                        |                 |   | Denver Nuggets  | 4                          |                            |                            |  |    |                        |                        |                        |  |    |                   |                   |                   |
|  | O6                | Portland Trail Blazers | 2               |   |                 |                            |                            |                            |  |    |                        |                        |                        |  |    |                   |                   |                   |
|  | O6                | Portland Trail Blazers | 2               |   | O3              | Denver Nuggets             | 0                          |                            |  |    |                        |                        |                        |  |    |                   |                   |                   |
|  |                   |                        |                 |   | O3              | Denver Nuggets             | 0                          |                            |  |    |                        |                        |                        |  |    |                   |                   |                   |
|  |                   | O2                     | Phoenix Suns    | 4 |                 |                            |                            |                            |  |    |                        |                        |                        |  |    |                   |                   |                   |
|  | O2                | O2                     | Phoenix Suns    | 4 | Phoenix Suns    | 4                          |                            |                            |  |    |                        |                        |                        |  |    |                   |                   |                   |
|  | O2                |                        |                 |   | Phoenix Suns    | 4                          |                            |                            |  |    |                        |                        |                        |  |    |                   |                   |                   |
|  | O7                | L.A. Lakers            | 2               |   |                 |                            |                            |                            |  |    |                        |                        |                        |  |    |                   |                   |                   |

Negrita - Ganador de las series

## Estadísticas

### Líderes estadísticas individuales
| Categoría               | Jugador            | Equipo                 | Estadística |
| ----------------------- | ------------------ | ---------------------- | ----------- |
| Puntos por partido      | Stephen Curry      | Golden State Warriors  | 32.0        |
| Rebotes por partido     | Clint Capela       | Atlanta Hawks          | 14.3        |
| Asistencias por partido | Russell Westbrook  | Washington Wizards     | 11.7        |
| Robos por partido       | Jimmy Butler       | Miami Heat             | 2.1         |
| Tapones por partido     | Myles Turner       | Indiana Pacers         | 3.4         |
| Pérdidas por partido    | Russell Westbrook  | Washington Wizards     | 4.8         |
| Faltas por partido      | Karl-Anthony Towns | Minnesota Timberwolves | 3.7         |
| Minutos por partido     | Julius Randle      | New York Knicks        | 37.6        |
| % Tiros de campo        | Rudy Gobert        | Utah Jazz              | 67.5%       |
| % Tiros libres          | Chris Paul         | Phoenix Suns           | 93.4%       |
| % Triples               | Joe Harris         | Brooklyn Nets          | 47.5%       |
| Eficiencia por partido  | Nikola Jokić       | Denver Nuggets         | 35.9        |
| Doble-dobles            | Nikola Jokić       | Denver Nuggets         | 60          |
| Triple-dobles           | Russell Westbrook  | Washington Wizards     | 38          |

### Máximos individuales en un partido
| Categoría   | Jugador                     | Equipo                                | Estadística |
| ----------- | --------------------------- | ------------------------------------- | ----------- |
| Puntos      | Stephen Curry               | Golden State Warriors                 | 62          |
| Rebotes     | Enes Kanter                 | Portland Trail Blazers                | 30          |
| Asistencias | Russell Westbrook           | Washington Wizards                    | 24          |
| Robos       | T.J. McConnell              | Indiana Pacers                        | 10          |
| Tapones     | Clint Capela                | Atlanta Hawks                         | 10          |
| Triples     | Fred VanVleet Stephen Curry | Toronto Raptors Golden State Warriors | 11          |

## Premios

### Reconocimientos individuales
| Premio                                   | Ganador(es)                              | Finalistas |
| ---------------------------------------- | ---------------------------------------- | --- |
| MVP de la Temporada                      | Nikola Jokić (Denver Nuggets)            | Stephen Curry (Golden State Warriors) Joel Embiid (Philadelphia 76ers)                                                                                           |
| Mejor Defensor                           | Rudy Gobert (Utah Jazz)                  | Draymond Green (Golden State Warriors) Ben Simmons (Philadelphia 76ers)                                                                                          |
| Rookie del Año                           | LaMelo Ball (Charlotte Hornets)          | Anthony Edwards (Minnesota Timberwolves) Tyrese Haliburton (Sacramento Kings)                                                                                    |
| Mejor Sexto Hombre                       | Jordan Clarkson (Utah Jazz)              | Joe Ingles (Utah Jazz) Derrick Rose (New York Knicks) |
| Jugador Más Mejorado                     | Julius Randle (New York Knicks)          | Jerami Grant (Detroit Pistons) Michael Porter Jr. (Denver Nuggets)                                                                                               |
| Entrenador del Año                       | Tom Thibodeau (New York Knicks)          | Quin Snyder (Utah Jazz) Monty Williams (Phoenix Suns) |
| Ejecutivo del Año                        | James Jones (Phoenix Suns)               | Dennis Lindsey (Utah Jazz) Sean Marks (Brooklyn Nets) |
| Jugador Más Deportivo                    | Jrue Holiday (Milwaukee Bucks)           | Bam Adebayo (Miami Heat) Harrison Barnes (Sacramento Kings) Josh Okogie (Minnesota Timberwolves) Kemba Walker (Boston Celtics) Derrick White (San Antonio Spurs) |
| Premio Mejor Ciudadano J. Walter Kennedy |                                          | |
| Compañero del Año                        | Damian Lillard (Portland Trail Blazers)  | Chris Paul (Phoenix Suns) Udonis Haslem (Miami Heat) |
| Premio Hustle                            | Thaddeus Young (Chicago Bulls)           | Ben Simmons (Philadelphia 76ers) Draymond Green (Golden State Warriors) Jrue Holiday (Milwaukee Bucks) Jae'Sean Tate (Housotn Rockets)                           |
| Social Justice Champion                  | Carmelo Anthony (Portland Trail Blazers) | Tobias Harris (Philadelphia 76ers) Jrue Holiday (Milwaukee Bucks) Harrison Barnes (Sacramento Kings) Juan Toscano-Anderson (Golden State Warriors)               |

| - Mejor quinteto: - F Giannis Antetokounmpo, Milwaukee Bucks - F Kawhi Leonard, Los Angeles Clippers - C Nikola Jokić, Denver Nuggets - G Stephen Curry, Golden State Warriors - G Luka Dončić, Dallas Mavericks | - 2.º mejor quinteto: - F Julius Randle, New York Knicks - F LeBron James, Los Angeles Lakers - C Joel Embiid, Philadelphia 76ers - G Damian Lillard, Portland Trail Blazers - G Chris Paul, Phoenix Suns | - 3.er mejor quinteto: - F Jimmy Butler, Miami Heat - F Paul George, Los Angeles Clippers - C Rudy Gobert, Utah Jazz - G Bradley Beal, Washington Wizards - G Kyrie Irving, Brooklyn Nets |